# Mycoplasma gallinarum
Mycoplasma gallinarum è una specie di batterio appartenente alla famiglia delle Mycoplasmataceae.